# Harvey Weinstein
Harvey Weinstein (New York, 19 maart 1952) is een Amerikaanse voormalig (film)producent. Hij kreeg eind 2017 wereldwijde bekendheid naar aanleiding van diverse beschuldigingen van seksueel misbruik. De hashtag #metoo werd veelvuldig gebruikt op Twitter en andere sociale media nadat verschillende vrouwen Weinstein beschuldigd hadden en leidde tot de MeToo-beweging. In februari 2020 werd hij schuldig bevonden en op 11 maart veroordeeld tot 23 jaar gevangenisstraf.
Samen met zijn broer Bob Weinstein is hij de oprichter van Miramax (1979) en van The Weinstein Company (2005). Eind 2017 heeft de Academy of Motion Picture Arts and Sciences (AMPAS), die jaarlijks de Oscars uitreikt, Weinstein in de ban gedaan. Tot dat moment waren er van de films die Weinstein produceerde 341 genomineerd voor een Oscar, waarvan er 81 hebben gewonnen.

## Biografie
Harvey Weinstein werd in 1952 geboren in de New Yorkse wijk Flushing (stadsdeel Queens) als de zoon van Miriam Postal en Max Weinstein, een diamantslijper. Hij groeide op in een Joodse familie. Hij heeft een broer, Bob, die twee jaar jonger is. Het gezin woonde in zijn jeugdjaren in een sociale woning in het wooncomplex Electchester in Queens.
Weinstein studeerde aan John Bowne High School en University at Buffalo, The State University of New York. Gedurende de jaren 1970 organiseerde hij samen met zijn broer rockconcerten in Buffalo. Met de winst die ze maakten, richtten ze eind jaren zeventig het productiebedrijf Miramax op, wat een verwijzing was naar de namen van hun ouders (Miriam en Max). Aanvankelijk bracht het bedrijf vooral concertfilms uit, zoals Rockshow (1980) van Paul McCartney en Wings.
In de jaren 1980 begonnen de broers Weinstein ook steeds meer in onafhankelijke films te investeren. In 1988 kende Miramax succes met de controversiële documentaire The Thin Blue Line van regisseur Errol Morris. Een jaar later won de onafhankelijke filmstudio de Gouden Palm op het filmfestival van Cannes met Sex, Lies, and Videotape (1989), de debuutfilm van regisseur Steven Soderbergh. In 1992 distribueerde Miramax ook Reservoir Dogs, de debuutfilm van regisseur Quentin Tarantino.
Als een gevolg van hun successen werd de studio in 1993 voor 80 miljoen dollar overgenomen door Walt Disney Studios. De broers bleven aan het hoofd van het bedrijf en brachten in 1994 Tarantino's volgende film Pulp Fiction uit. De misdaadprent was de eerste film van het bedrijf die genomineerd werd voor een Oscar in de categorie beste film. In 1999 won Harvey Weinstein als producent een Oscar voor Shakespeare in Love (1998). Vier jaar later werd hij voor Gangs of New York (2002) opnieuw genomineerd.

## Controversieel imago
Harvey Weinstein is een zeer succesvolle filmproducent. Op 29 januari 2004 mocht hij toetreden als Erecommandeur tot de Orde van het Britse Rijk (CBE), voor zijn verdiensten aan de Britse filmindustrie (op 18 september 2020 werd hem deze onderscheiding weer ontnomen vanwege zijn veroordeling voor seksueel misbruik). Desondanks wordt in de filmindustrie ook vaak kritiek geuit op zijn woede-uitbarstingen en werkwijze. Zo staat hij erom bekend dat hij regelmatig scènes uit films van zijn productiebedrijf knipt en/of films hermonteert om ze zo aantrekkelijk mogelijk te maken voor een zo groot mogelijk publiek. Dit leidt echter vaak tot conflicten met de makers van de film, die niet willen dat Weinstein aan hun creatieve visie sleutelt. Zo waren er bijvoorbeeld regelmatig conflicten op de set van Gangs of New York, waar de visie van Weinstein meermaals botste met die van regisseur Martin Scorsese.
Daarnaast heeft Weinstein ook de reputatie een opvliegende persoonlijkheid te hebben en een bullebak te zijn. Zo zou hij regisseur Sydney Pollack op diens sterfbed lastiggevallen hebben met vragen over de release van de film The Reader. Weinstein ontkende dit en beweerde dat hij een miljoen dollar aan een goed doel zou schenken als iemand het incident kon bewijzen. De invloedrijke journaliste Nikki Finke publiceerde vervolgens een e-mail van producent Scott Rudin waaruit bleek dat Weinstein de weduwe van Anthony Minghella en de bedlegerige Pollack had lastiggevallen.
Weinstein is ook berucht om de campagnes die hij organiseerde om zijn films in de kijker te plaatsen voor de Oscaruitreiking. Zo investeerde hij grote bedragen in feestjes om stemgerechtigden te beïnvloeden. Nadat de grote filmstudio's deze tactiek afkeurden, werden dit soort Oscarcampagnes verboden door de Academy of Motion Picture Arts and Sciences.

## Seksueel misbruik
Begin oktober 2017 werd de filmproducent door verschillende vrouwen, onder wie actrice Ashley Judd, beschuldigd van seksuele intimidatie en ongewenste intimiteiten. The New York Times bracht de beschuldigingen aan het licht en verklaarde dat Weinstein sinds het begin van de jaren 1990 minstens acht keer tot een minnelijke schikking gekomen was met vrouwen die hem beschuldigd hadden van seksueel grensoverschrijdend gedrag.
Weinstein bood in een open brief zijn verontschuldigingen aan voor zijn gedrag en legde uit dat hij 'was opgeklommen in de jaren 1960 en 1970, toen er nog een andere cultuur op de werkvloer heerste'. Ondanks de verontschuldigingen kondigde Weinstein aan dat hij The New York Times zou aanklagen en een schadevergoeding van 50 miljoen dollar zou eisen. In de nasleep van de publicatie van The New York Times kwamen er nog meer verhalen over seksueel misbruik boven. Volgens sommige media waren de vele verhalen over Weinstein en seksueel misbruik lange tijd een publiek geheim in Hollywood. Op 8 oktober 2017 werd Weinstein door de bestuursraad van The Weinstein Company ontslagen. Zijn functie werd nadien overgenomen door zijn broer Bob Weinstein.
Op 10 oktober 2017 bracht ook het tijdschrift The New Yorker een uitgebreid artikel over Weinsteins lange geschiedenis van seksueel misbruik en ongewenste intimiteiten. In het artikel beschuldigden de actrices Asia Argento en Lucia Stoller de filmproducent van verkrachting. Het artikel stelt dat Weinsteins seksueel grensoverschrijdend gedrag een publiek geheim was binnen zijn bedrijf en in de filmindustrie, en dat de filmproducent over zoveel macht beschikte dat zijn slachtoffers vreesden dat hij hen juridisch zou aanklagen en/of hun carrières zou dwarsbomen.
Enkele dagen na de eerste onthullingen verklaarden ook Hollywoodactrices Gwyneth Paltrow, Angelina Jolie en Rosanna Arquette dat ze door Weinstein aangerand werden en/of het slachtoffer werden van ongewenste intimiteiten.
In november 2017 kwam The Guardian met een artikel waarin stond dat Weinstein een geheime lijst had met 91 mensen die hij liet schaduwen om te voorkomen dat ze naar buiten zouden treden over zijn seksuele uitspattingen. Hij maakte daarbij - volgens de Los Angeles Times - gebruik van de diensten van het Israëlische inlichtingenbedrijf Black Cube, dat voormalige Israëlische spionnen in dienst heeft.
In mei 2018 werd Weinstein gearresteerd en officieel aangeklaagd wegens verkrachting en andere seksuele misdrijven jegens twee vrouwen, en op borgtocht vrijgelaten. In februari 2020 werd hij schuldig bevonden aan aanranding en verkrachting in 2004 en 2013. In Los Angeles wordt Weinstein nog vervolgd wegens vergelijkbare seksuele misdrijven.
Over het journalistieke onderzoek naar Weinstein verschenen in oktober 2019 twee boeken. Pulitzerprijswinnaars Jodi Kantor en Megan Twohey van The New York Times schreven het boek Zij zei. #MeToo: het journalistieke onderzoek, de onthullingen en de wereldwijde impact (She Said. Breaking the Sexual Harassment Story That Helped Ignite a Movement). Onderzoeksjournalist Ronan Farrow beschreef het onderzoek dat hij naar de zaak-Weinstein deed in zijn boek Catch & Kill: Chantage, spionage en het complot om seksueel misbruik te verzwijgen (Catch and Kill: Lies, Spies, and a Conspiracy to Protect Predators).

### Maatschappelijke impact van de affaire-Weinstein
Enkele dagen na de eerste onthullingen over Weinstein kwam er een storm van beschuldigingen, al of niet anoniem, over seksuele intimidatie op gang, voornamelijk in de filmindustrie, evenals een brede maatschappelijke discussie. Deze werd vaak aangeduid met #metoo, naar een hashtag die vaak op Twitter werd gebruikt. Onder meer de acteur Kevin Spacey werd door diverse acteurs en medewerkers aangeklaagd, in Nederland de regisseurs Jappe Claes, Ruut Weissman en Job Gosschalk, en in België acteur en scenarioschrijver Bart De Pauw.

## Prijzen en nominaties

### Academy Awards
- Beste film – Shakespeare in Love (1998) (gewonnen)
- Beste film – Gangs of New York (2002) (genomineerd)

### BAFTA's
- Beste film – Shakespeare in Love (1998) (gewonnen)
- Beste buitenlandse film – Malèna (2000) (genomineerd)
- Beste film – Gangs of New York (2002) (genomineerd)
- Beste Britse film – My Week with Marilyn (2011) (genomineerd)

## Filmografie (selectie)

### Als producent
- Shakespeare in Love (1998)
- Gangs of New York (2002)
- Master and Commander: The Far Side of the World (2003)
- My Week with Marilyn (2011)
- Tulip Fever (2017)

### Als uitvoerend producent (selectie)
| - Reservoir Dogs (1992) - True Romance (1993) - Pulp Fiction (1994) - Il postino (1994) - The English Patient (1996) - Scream (1996) - Jackie Brown (1997) - Good Will Hunting (1997) - Scream 2 (1997) - Scream 3 (2000) - Scary Movie (2000) - The Lord of the Rings: The Fellowship of the Ring (2001) - Spy Kids (2001) |  | - Jay and Silent Bob Strike Back (2001) - The Lord of the Rings: The Two Towers (2002) - Confessions of a Dangerous Mind (2002) - The Lord of the Rings: The Return of the King (2003) - Kill Bill Vol. 1 & 2 (2003/2004) - Sin City (2005) - Clerks II (2006) - The Reader (2008) - Rambo (2008) - Inglourious Basterds (2009) - The King's Speech (2010) - The Fighter (2010) - The Artist (2011) |  | - Silver Linings Playbook (2012) - Django Unchained (2012) - Big Eyes (2014) - Carol (2015) - The Hateful Eight (2015) - Lion (2016) - The Founder (2016) - Gold (2016) - Wind River (2017) - The Current War (2017) |